# 坪井・大福遺跡
坪井・大福遺跡（つぼい・だいふくいせき）、旧称・坪井遺跡（つぼいいせき）は、奈良県橿原市常盤町と奈良県桜井市大福にまたがる弥生時代中期の環濠集落を主体とする複合遺跡。東隣に近接する大福遺跡（だいふくいせき）とも密接な関係を持ち、同一の遺跡として捉えられる場合もある。出土した人物画の線刻された土器は橿原市指定有形文化財に指定されている。

## 概要
坪井・大福遺跡は、大和川の支流・寺川（てらかわ）左岸の標高約65メートルの平坦な沖積地に所在する。奈良県の遺跡地図（周知の埋蔵文化財包蔵地地図）での登録IDは「14B-0001」、埋蔵文化財包蔵地範囲としては橿原市常磐町から桜井市大福にまたがる歪な楕円形状を呈する。包含される遺構・遺物は縄文時代晩期から弥生時代・古墳時代後期におよぶ。
また、同遺跡は藤原京の京域北東部に含まれているため、北三条大路や東四坊大路（大和三道の「中ツ道」を兼ねる）、東五坊大路などの条坊制道路遺構が交錯し、発掘調査の際は、弥生時代より上層の遺構面で当該時期の遺構・遺物も検出される。
東隣の桜井市大福地内に近接する大福遺跡（ID：14B-0202、旧称・大福西遺跡とは県の遺跡地図上での遺跡範囲とIDを異にしており、かつては別個の遺跡として扱われる事もあった。しかし両遺跡は、これまでの複数回にわたる発掘調査成果により、弥生時代中期から後期にかけての同一集落領域であったことが捉えられており（後述）、両遺跡は一体のものと考えられている。
ただし、行政の発掘調査などの埋蔵文化財保護に関する取り扱いの際、橿原市および奈良県立橿原考古学研究所は、当初は坪井・大福遺跡の範囲の橿原市側を「坪井遺跡」、桜井市側を「大福遺跡」と称していたが、後に両者を併せて「坪井・大福遺跡」と称し、これに対して桜井市は、坪井・大福遺跡（主に桜井市側）と、現在の大福遺跡（旧称・大福西遺跡）の範囲を併せて「大福遺跡」として取り扱っている。このため、地方自治体や研究機関によって両遺跡の呼称法や取り扱い方に相違があり注意が必要である。

## 調査と成果
下村正信、網干善教、佐原眞らによりその存在を報告されて以降、唐古・鍵遺跡などに並ぶ奈良盆地の主要な弥生時代遺跡として認識されてきた。
1974年（昭和49年）、宅地開発に伴い奈良県立橿原考古学研究所が現在の坪井・大福遺跡（旧・坪井遺跡）範囲の東端部（桜井市側）を「大福遺跡」の第1次調査として発掘調査し、環濠集落の環濠等を検出した。
1981年（昭和56年）には、奈良県立耳成高等学校の建設に伴い現在の坪井・大福遺跡（旧・坪井遺跡）範囲の北端部（橿原市側）で、橿原考古学研究所が「坪井遺跡」の第1次・第2次調査として発掘調査を実施した。以後、橿原市教育委員会により、坪井・大福遺跡（遺跡ID:14B-0001）の橿原市側範囲内で数次にわたる発掘調査が行なわれ、土坑や井戸、墓坑などの遺構のほか、土器・石器・木製品・獣骨などの遺物が検出された。
1987年（昭和62年）に行われた「坪井遺跡」第7次調査では、人骨が良好に遺存する弥生時代前期末の木棺墓2基が検出されたほか、有柄式銅剣を模して製作された木製の柄頭、鳥装の人物を線刻したとみられる人物線刻画土器（橿原市指定有形文化財）などが出土した。
これらのことから当遺跡は、縄文時代から人類の活動が始まり、弥生時代前期から中期にかけて大規模な環濠集落が形成され、古墳時代まで継続する遺跡であることが判明した。

## 大福遺跡との関係
坪井・大福遺跡と大福遺跡とは、ともに弥生時代中期から後期にかけての遺構・遺物が検出されることから両者の関係性が示唆されていたが、2006年（平成18年）から2008年（平成20年）にかけて、市道敷設に伴い桜井市教育委員会により行なわれた大福遺跡（旧・大福西遺跡）範囲における「大福遺跡」第25・26・28次調査により、両遺跡の関係性がある程度把握された。
これらの成果によれば、弥生時代中期に西側の坪井・大福遺跡の環濠集落が隆盛する時期に、大福遺跡では方形周溝墓が造営されており、環壕外の墓地などの施設があった領域とみられ、さらに弥生時代後期に入ると、坪井・大福遺跡の環濠集落が衰退し、入れ替わるように東の大福遺跡で溝や青銅器鋳造用遺物など、集落に関連する遺構や遺物が増加することから、集落域が東方に移動したらしいことなどが判明した。このため、両者は、行政の埋蔵文化財包蔵地地図においては範囲が分離しているが、発掘調査に基づく遺跡の実態としては、一体のものと捉えられている。

## 文化財

### 橿原市指定文化財
- 有形文化財
  - 人物線刻画土器（考古資料） - 橿原市歴史に憩う橿原市博物館保管。1998年（平成10年）3月20日指定。